# تاپ کوتاه

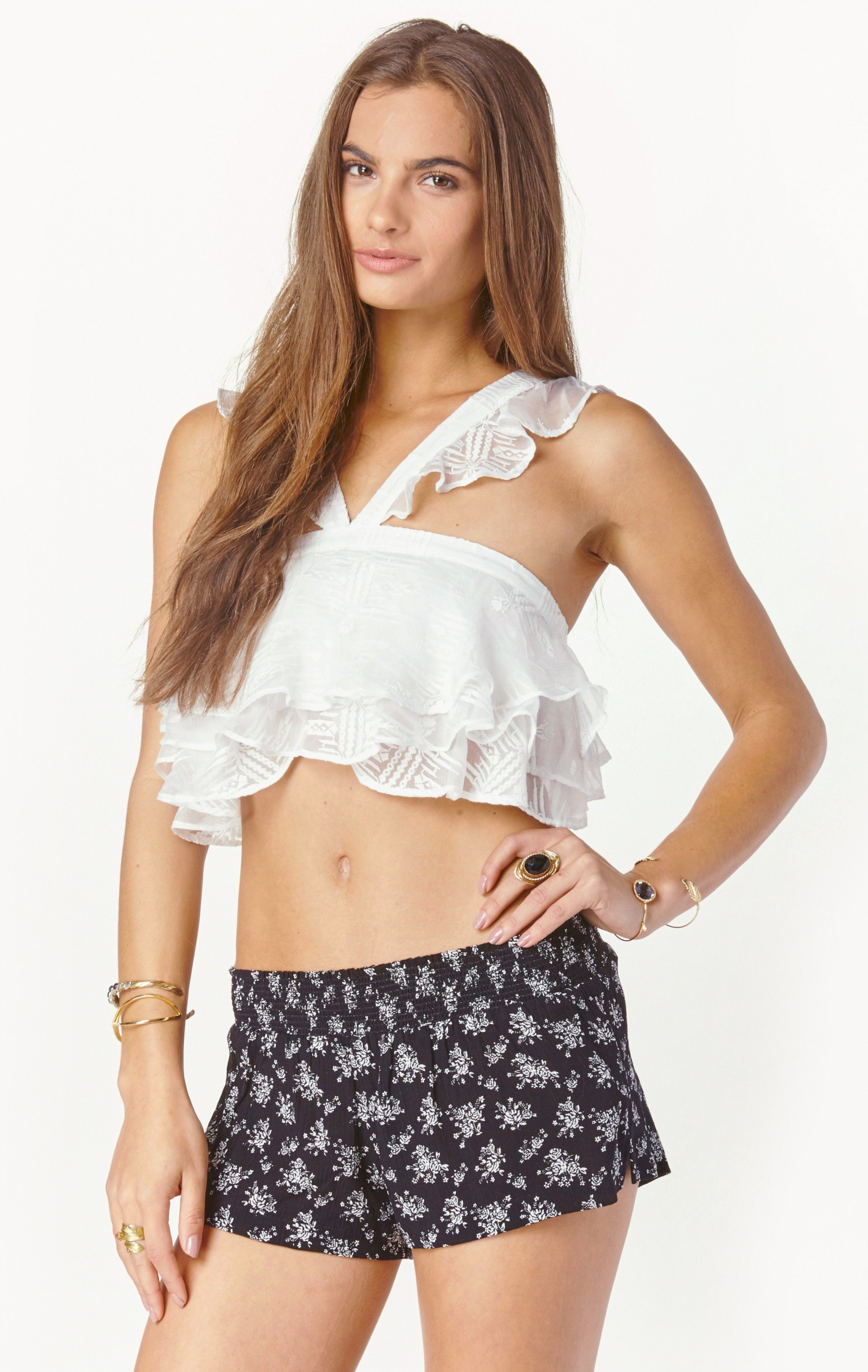
یک زن جوان درحالی‌که تاپ کوتاه پوشیده‌است

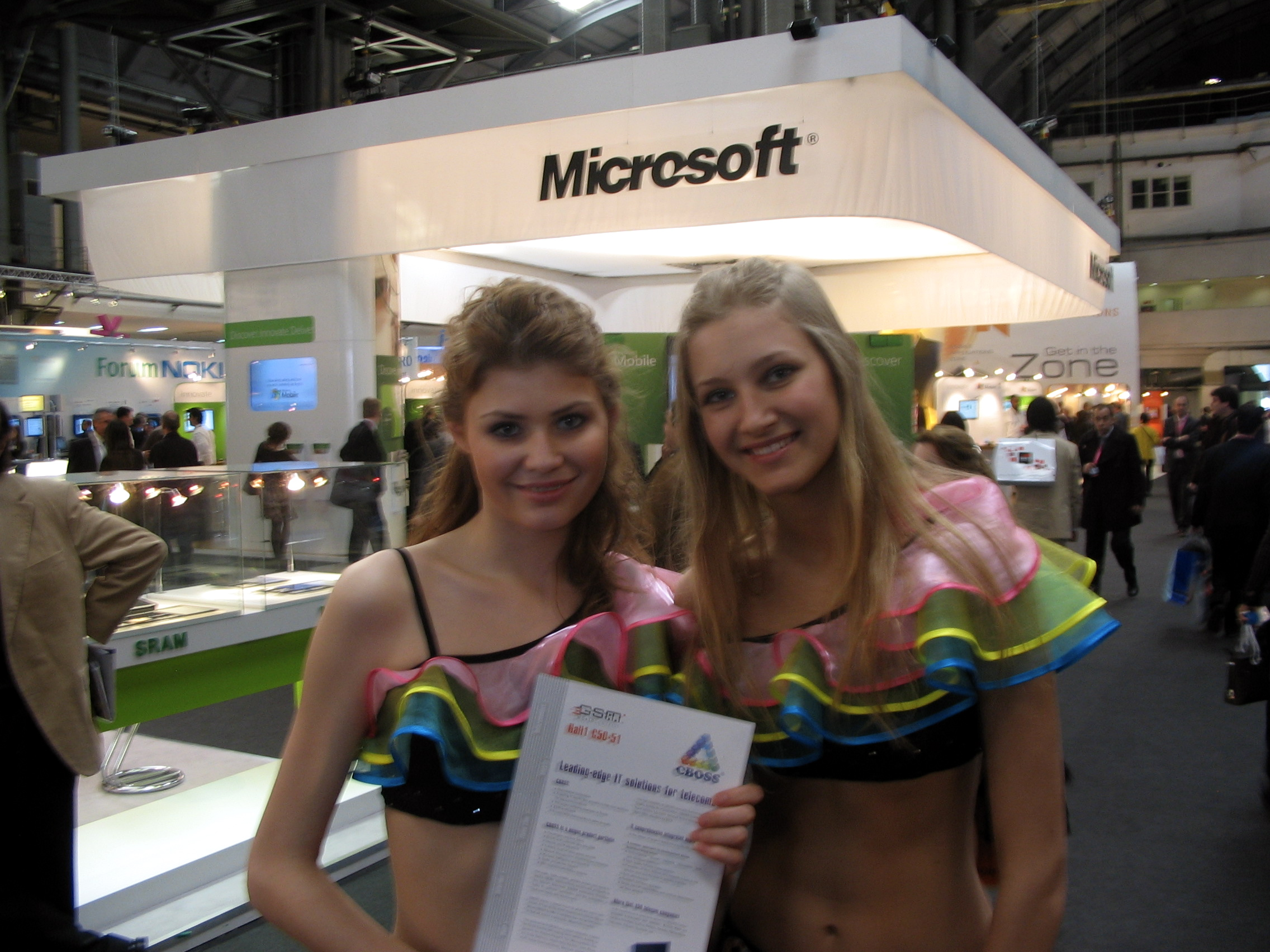
دو زن که یک تاپ کوتاه بر تن دارند

تاپ کوتاه نوعی پوشاک است که بیشتر توسط خانم‌ها مورد استفاده قرار می‌گیرد. این نوع از پوشاک تنها نیم‌تنه بالا بدن  را آن‌هم در برخی مدل‌ها پوشش می‌دهد.

## قابلیت ترکیب (ست)
تاپ (کوتاه) زنانه یکی از مهم‌ترین لباس‌های خانگی است که خانم‌ها می‌پوشند؛ از ویژگی‌های آن می‌توان به راحتی و خنکی آن اشاره کرد. تاپ خیلی اسان پوشیده می‌شود و قابلیت ترکیب با بیشتر لباس‌ها را دارا می‌باشد.